# 가타카나
한자(칸지)
가나
- 히라가나
  - 헨타이가나
- 가타카나
- 만요가나

사용법
- 후리가나
- 오쿠리가나

로마자 표기법(로마지)
- 헵번식
- 훈령식 (ISO)
- 일본식 (전자법)

가타카나(일본어: カタカナ 가타카나[*], 영어: Katakana, 문화어: 가따까나)는 일본어에서 사용하는 음절 문자 중 하나이다. 히라가나와 함께 가나라고 부른다. 가타카나는 해당하는 음을 갖는 한자의 일부분을 가져와 헤이안 시대에 만들어진 것으로, 한문을 뜻으로 읽기 위해 신라의 각필구결 일부를 사용하여 만들어졌다는 주장이 있으나 정설은 아니다.
가타카나를 히라가나보다 어렵다고 인식하는 것은 일본인도 마찬가지라 일본 유아들이 가나를 배울 때 히라가나를 먼저 배운 뒤에 가타카나를 배우고 유아용 그림책 등에는 가타카나로 쓴 단어 위에 히라가나를 후리가나로 덧붙이기도 한다. 한영 자판 상태에서 가타카나 입력을 하려면 ㅃ+한자 키를 써야 한다. 히라가나가 ㄸ과 한자 키의 조합 방식과 유사한 개념이 될 수도 있다.
세로쓰기할 경우 한 줄은 위에서 아래로 쓰고, 줄은 오른쪽에서 왼쪽으로 쓴다. 가로쓰기의 경우 왼쪽에서 오른쪽으로 쓴다.

## 용례
일본어에서는 주로 다음과 같은 경우에 쓰인다.
- 한문의 훈독이나 주석을 달 때 (오쿠리가나 포함)
- 특정 단어의 발음을 표기할 때
  - 외래어
  - 한자문화권 지역을 제외한 외국인의 인명, 외국 지명 등의 고유명사
    - 다만 한자문화권에 속하는 국가라 하더라도, 예컨대 중국이나 한국의 인명, 지명이라도 현지음을 표기하기 위해서 가타카나를 쓰는 경우가 있다. 이 경우 한자 위에 가타카나로 된 요미가나를 달거나, 당초부터 가타카나로 표기한다.
    - 일본어 인명 중에서도 기독교인인 경우 세례명을 수여받아 그대로 이름으로 쓸 때가 있는데 이때는 한자와 가타가나를 섞어 표기한다.

  - 의성어, 의태어를 표기할 때[2]
  - 한자의 음을 표기할 때
    - 음독을 소개할 때 쓰는 경우가 대부분이며, 고유명사를 특수한 방식으로 읽을 경우의 표기, 중국어나 한국어 등의 한자음 표기, 일본 상용한자 이외의 한자음 표기 시에도 해당된다.
    - 반대로 히라가나로 적게 된다면 해당 한자음이 중국에서 기원한 게 아닌 옛 일본어 고유의 발음이라는 느낌을 강조하게 된다.

  - 드물지만 여성 인명, 특히 2차 대전 이전 출생자의 인명에 들어가 있기도 하다.
- 일반적인 낱말과는 구분짓기 위할 때
  - 학술용어, 생물과 광물의 일본명[3]
  - 난해한 한자를 피하되 히라가나로만 적으면 알아보기 힘든 단어[4]
  - 일본어의 고유명사 속 의미를 강조하는 경우[5]
  - 단어가 특수한 의미로도 통할 경우 (대부분 비속어)[6]
  - 격식 없이 스스럼없는 표현을 할 경우
  - 회사명, 상품명을 표기할 경우
  - 게임, 애니메이션 등에서 어색하고 낯선 말투를 나타낼 경우. 일본어가 모국어가 아닌 외국인이나 외계인, 로봇이 단편적인 회화를 할 때 이를 가타카나로 표기하여 느낌을 살리는 용도로 쓴다.
- 기술적인 한계로 어쩔 수 없이 쓸 때
  - 1988년 8월까지 일본에서 사용된 모든 전보
  - 2바이트 문자를 지원하지 않는 컴퓨터 환경인 경우. 한자와 히라가나, 가타카나의 전각 문자는 기본적으로 2바이트였으나 가타카나 반각 문자는 1바이트로 쓸 수 있어 대체가 가능했다. (반각 가나 참고)

이밖에도, 일본에서 어떤 항목들을 열거할 때 그 순서를 구별해 나타내는 기호 (ア, イ, ウ…)로 사용되기도 한다. 이 경우 이로하순 (일본의 가나다순)대로 적는 경우가 많다.
과거 메이지 유신기부터 태평양 전쟁기에 이르기까지의 일본 제국 시대에 작성된 공문서와 법령은 무조건 가타카나와 한자만 사용하도록 하였다.
또 'v'음을 나타낼 때 쓸 수 있는 가나는 가타카나의 'ヴ' 뿐이며, 그 활용형인 'ヴァ, ヴィ, ヴェ, ヴォ' 역시 가타카나로만 적을 수 있다.
한편 일본어 이외에도 아이누어를 표기할 때 주로 사용되며, 과거 일제 점령기의 대만에서도 대만어를 표기하는 데 활용되기도 하였다. 오늘날 대만어는 한자 내지는 알파벳 표기법을 따라쓰고 있다.

## 가타카나 50음도
로마자 표기는 헵번 표기법을, 한글 표기는 외래어 표기법의 어중/어말 표기법을 따랐다.(다만, 근현대에 추가된 가타카나에 대해서는 표기법에 정해진 한글 표기가 없다.) 회색은 지금은 사용하지 않는 글자들 또는 사용이 드문 글자들이다.
| 50음도     | 50음도   | 50음도    | 50음도     | 50음도   | 50음도    | 요음        | 요음        | 요음        |
|            | あ단     | い단      | う단       | え단     | お단      | ゃ          | ゅ          | ょ          |
| ---------- | -------- | --------- | ---------- | -------- | --------- | ----------- | ----------- | ----------- |
| あ행       | ア a 아  | イ i 이   | ウ u 우    | エ e 에  | オ o 오   |             |             |             |
| か행       | カ ka 카 | キ ki 키  | ク ku 쿠   | ケ ke 케 | コ ko 코  | キャ kya 캬 | キュ kyu 큐 | キョ kyo 쿄 |
| さ행       | サ sa 사 | シ shi 시 | ス su 스   | セ se 세 | ソ so 소  | シャ sha 샤 | シュ shu 슈 | ショ sho 쇼 |
| た행       | タ ta 타 | チ chi 치 | ツ tsu 츠  | テ te 테 | ト to 토  | チャ cha 차 | チュ chu 추 | チョ cho 초 |
| な행       | ナ na 나 | 二 ni 니  | ヌ nu 누   | ネ ne 네 | ノ no 노  | 二ャ nya 냐 | 二ュ nyu 뉴 | 二ョ nyo 뇨 |
| は행       | ハ ha 하 | ヒ hi 히  | フ fu 후   | ヘ he 헤 | ホ ho 호  | ヒャ hya 햐 | ヒュ hyu 휴 | ヒョ hyo 효 |
| ま행       | マ ma 마 | ミ mi 미  | ム mu 무   | メ me 메 | モ mo 모  | ミャ mya 먀 | ミュ myu 뮤 | ミョ myo 묘 |
| や행       | ヤ ya 야 |           | ユ yu 유   |          | ヨ yo 요  |             |             |             |
| ら행       | ラ ra 라 | リ ri 리  | ル ru 루   | レ re 레 | ロ ro 로  | リャ rya 랴 | リュ ryu 류 | リョ ryo 료 |
| わ행       | ワ wa 와 | ヰ wi 이  |            | ヱ we 에 | ヲ wo 오  |             |             |             |
|            |          |           |            |          | ン n -ㄴ  |             |             |             |
| 탁음       |          |           |            |          |           |             |             |             |
| が행       | ガ ga 가 | ギ gi 기  | グ gu 구   | ゲ ge 게 | ゴ go 고  | ギャ gya 갸 | ギュ gyu 규 | ギョ gyo 교 |
| ざ행       | ザ za 자 | ジ ji 지  | ズ zu 즈   | ゼ ze 제 | ゾ zo 조  | ジャ ja 자  | ジュ ju 주  | ジョ jo 조  |
| だ행       | ダ da 다 | ヂ ji 지  | ヅ zu 즈   | デ de 데 | ド do 도  | ヂャ ja 자  | ヂュ ju 주  | ヂョ jo 조  |
| ば행       | バ ba 바 | ビ bi 비  | ブ bu 부   | ベ be 베 | ボ bo 보  | ビャ bya 뱌 | ビュ byu 뷰 | ビョ byo 뵤 |
| 반탁음     |          |           |            |          |           |             |             |             |
| ぱ행       | パ pa 파 | ピ pi 피  | プ pu 푸   | ペ pe 페 | ポ po 포  | ピャ pya 퍄 | ピュ pyu 퓨 | ピョ pyo 표 |
| 아이누어용 |          |           |            |          |           |             |             |             |
| か행       |          |           | ㇰk ㅋ     |          |           |             |             |             |
| さ행 s ㅅ  |          | ㇱ        | ㇲ         |          |           |             |             |             |
| た행       |          |           |            |          | ㇳt 트    |             |             |             |
| た행       |          |           | ツ゜ tu 투 |          | ト゚゜tu 투 |             |             |             |
| な행       |          |           | ㇴnu 느    |          |           |             |             |             |
| は행 h ㅎ  | ㇵ       | ㇶ        | ㇷ         | ㇸ       | ㇹ        |             |             |             |
| ぱ행 p ㅍ  |          |           | ㇷ゚         |          |           |             |             |             |
| ま행 m ㅁ  |          |           | ㇺ         |          |           |             |             |             |
| ら행 r ㄹ  | ㇻ       | ㇼ        | ㇽ         | ㇾ       | ㇿ        |             |             |             |

## 역사

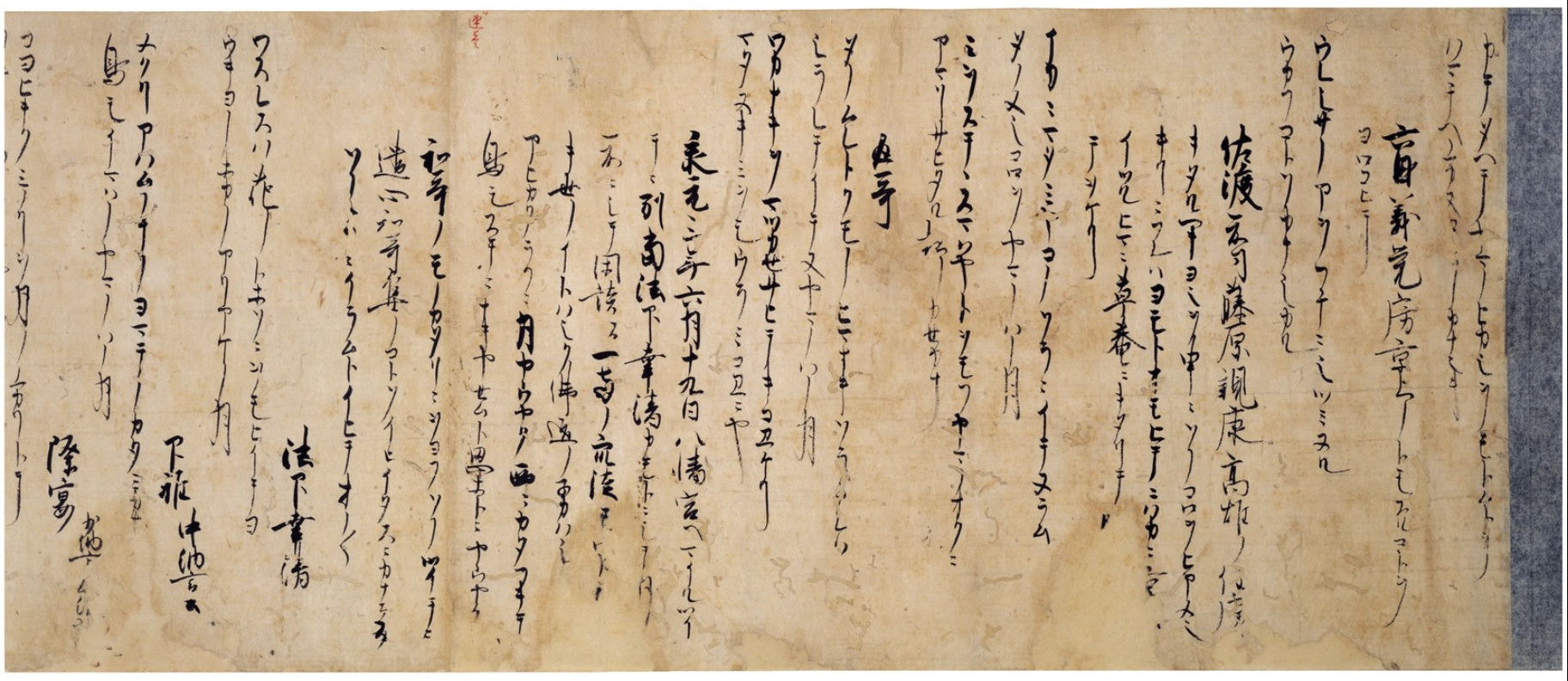
<묘에상인가집> (明恵上人歌集), 1248년경

고대 일본에서 한자의 일부 획을 따서 문자로 삼은 것은 일찍이 7세기부터였으나, 오늘날 가타카나의 직접적 기원은 9세기 초 나라 지방의 고종파 (古宗派)에 속한 학승들이 불경에 쓰인 한문을 일어로 훈독하기 위해 만든 글자 체계에서 비롯됐다. 이들이 만든 글자는 한문 옆에 작게 붙여 쓰는 일종의 훈점 (訓点)으로, 한자음만 빌려 쓰는 만요가나의 일부 획을 다시금 생략하여 만든 것이었다.  예를 들어 "カ"(카)는 "加(더할 가)"의 왼쪽 부분을 따서 만들었다. 초창기만 해도 경전의 각 행간 여백에 오코토텐 (ヲコト点)과 같이 쓰였으나 점차 빠르고 조그맣게 적기 위해 형태의 간략화가 이뤄지게 되었으며, 그 결과 지금 쓰는 가타카나의 원형이 된 것은 물론, 오코토텐의 역할을 대신하여 훈독에 널리 쓰이기에 이르렀다.
가타카나는 그 유래에서 짐작되듯이 승려나 박사들이 한자의 음과 훈을 주기하기 위해 사용한 경우가 많았으며, 꽤 초창기부터 현대 일본어처럼 한자와 가나를 번갈아 쓴 사례도 발견된다. 나중에는 한문의 주석 역할을 벗어나 노래 가사집이나 이야기집과 같이 일상 속 필기에도 쓰이는 등 사용 범위가 넓어졌지만, 히라가나로 쓰인 글이 미적 가치를 평가받고 감상하는 수준에 이른 것과 비교하면 아직까지 기호적인 성격이 강했다. 초창기 가타카나는 그걸 쓰는 개개인과 집단마다 글꼴의 차이가 컸고, 10세기 중반까지만 해도 이체자 (異体字)의 종류가 많았지만, 시간이 흐르면서 글꼴이 통일되었고 12세기에 이르러 오늘날의 모습에 가깝게 되었다.
가타카나가 히라가나와 같은 하나의 문자 체계로 인식되기 시작한 것은 헤이안 시대 중기이다. 이때 쓰여진 <우쓰호모노가타리> (宇津保物語) '국양 상' (国譲上) 권의 '글씨의 모범' (書の手本)에 가타카나가 실려 있다. 또 에도 시대의 학자였던 반 노부토모 (伴信友)의 설에 따르면, 헤이안 시대 후기에 만들어진 것으로 보이는 <츠츠미추나곤모노가타리> (堤中納言物語)의 '무시메즈루 공주님' (虫めづる姫君) 편에 무시메즈루 공주가 남자에게 보낸 연애편지에서 "가나 (히라가나)는 아직 쓰지 못하오니 가타칸나 (가타카나)로"라는 구절이 있어, 이 당시 문자를 습득하는 순서는 가타카나에서 시작해 히라가나로 나아갔음을 알 수 있다. 그러나 이에 대한 반론으로 일어학자 고마쓰 히데오 (小松英雄)는 '무시메즈루 공주님'에서 보이는 서술은 기본적으로 허구인 이야기에서 쓰인 특수한 사례이며, 실제로는 가나 (히라가나)를 아릅답게 쓸 수 있게 배우는 것이 당대 여성들 사이에서 일반적인 일이었다고 밝히고 있다.
메이지 시대에 들어와서부터는 서양 외래어 유입에 따라 그 활용 빈도가 한층 높아졌으며, J. C. 햅번이 지은 일영사전인 <일영어림집성> (和英語林集成)의 도표에서 메이지 초의 가타카나 글꼴을 찾아볼 수 있다. 1900년 소학교령 시행 규칙으로 한 소리 한 글자라는 원칙에 따라 표준 글꼴만 보급되기 시작하였으며, 이를 통해 지금의 가타카나가 확립되었다. 한편 가타카나는 히라가나에 비해 학문적으로 쓰이는 경향이 강했기 때문에, 제2차 세계 대전 시기까지만 하더라도 일본에서는 보다 정식적인 문자로 취급되어 법령과 기타 공문의 표기 문자로 쓰였고, 교육상으로도 히라가나에 앞서 가르쳤다. 그래서 이 당시 교과서를 보면 가타카나와 한자로만 서술된 것이 많다. 하지만 신문이나 문예집 등 민간 분야에서의 서술법에까지 가타카나 사용이 강제되진 않았다.

## 같이 보기
- 히라가나
- 일본어